# Maison des Petits-Plaids
La maison des Petits-Plaids est une maison située à Provins, en France.

## Localisation
La maison est située dans la ville-haute de Provins, en Seine-et-Marne, sur la place du Châtel.

## Historique
La salle basse de la maison remonte au XIIe siècle.
La cave est inscrite au titre des monuments historiques en 1932 ; les façades et toitures sont classées en 1962.